# Objectifs d'Aichi
Les « Objectifs d'Aichi » (au nombre de vingt), constituent le nouveau « Plan stratégique pour la diversité biologique 2011-2020 » pour la planète, adopté par les Parties à la Conférence de Nagoya sur la biodiversité (CDB) en octobre 2010. (« Aichi » renvoie au nom de la préfecture d'Aichi, au Japon).

Logo de la conférence mondiale sur la biodiversité de Nagoya (2010). Il est associé à la phrase “Life in harmony, into the future” (traduite dans la langue du pays où le logo est utilisé). La biodiversité y est représentée par des origami qui au Japon peuvent symboliser l'espoir et le moyen de faire se réaliser un vœu.

C'est le nouveau « cadre général sur la biodiversité non seulement pour les conventions relatives à la biodiversité, mais pour le système des Nations unies en entier. 
Les Parties ont accepté de convertir ce cadre international général en stratégie et plan d’action nationaux pour la biodiversité d’ici deux ans » . Il vise à « vivre en harmonie avec la nature », avec comme vision à l'horizon 2050  que d'ici là, « la diversité biologique est valorisée, conservée, restaurée et utilisée avec sagesse, en assurant le maintien des services fournis par les écosystèmes, en maintenant la planète en bonne santé et en procurant des avantages essentiels à tous les peuples ».
Les parties se sont notamment entendues pour 
- réduire au moins de moitié, ou lorsque c’est possible à près de zéro, le taux de perte d’habitats naturels, y compris les forêts ;
- fixer un objectif de sauvegarde de la biodiversité pour 17 % des zones terrestres et des eaux continentales et pour 10 % des zones marines et côtières ;

Les gouvernements s’engagent en outre à restaurer au moins 15 % des zones dégradées et feront un effort spécial pour réduire les pressions affligeant les récifs coralliens.
Aucun objectif d'Aichi n'a été respecté. Le Cadre Mondial de la biodiversité de Kunming à Montréal succède aux objectifs d'Aichi pour la décennie 2020-2030.

## Contenu et objectifs
Ce Plan stratégique de dix ans, dit « Objectif d'Aichi » regroupe 20 objectifs principaux. Ils sont organisés en 5 buts stratégiques  traitant les causes sous-jacentes à la perte de la biodiversité et de la société.

### But stratégique A[3]
S'attaquer aux causes sous-jacentes de la perte de biodiversité, en intégrant ces problèmes aux préoccupations des gouvernements.

#### Objectif A.1
« D’ici à 2020 au plus tard, les individus sont conscients de la valeur de la diversité biologique et des mesures qu’ils peuvent prendre pour la conserver et l’utiliser de manière durable. »

#### Objectif A.2
« D’ici à 2020 au plus tard, les valeurs de la diversité biologique ont été intégrées dans les stratégies et les processus de planification nationaux et locaux de développement et de réduction de la pauvreté, et incorporées dans les comptes nationaux, selon que de besoin, et dans les systèmes de notification. »

#### Objectif A.3
« D’ici à 2020 au plus tard, les incitations, y compris les subventions néfastes pour la diversité biologique, sont éliminées,  réduites progressivement ou réformées, afin de réduire au minimum ou d’éviter les impacts défavorables, et des incitations positives en faveur de la conservation et de l’utilisation durable de la diversité biologique sont élaborées et appliquées, d’une manière compatible et en harmonie avec les dispositions de la Convention et les obligations internationales en vigueur, en tenant compte des conditions socioéconomiques nationales. »

#### Objectif A.4
« D’ici à 2020 au plus tard, les gouvernements, les entreprises et les parties prenantes, à tous les niveaux, ont pris des mesures ou ont appliqué des plans pour assurer une production et une consommation durables, et ont maintenu les incidences de l’utilisation des ressources naturelles dans des limites écologiques sûres. »

### But stratégique B[3]
Réduire les pressions directes exercées sur la biodiversité et encourager son utilisation durable.

#### Objectif B.5
« D’ici à 2020, le rythme d’appauvrissement de tous les habitats naturels, y compris les forêts, est réduit de moitié au moins et si possible ramené à près de zéro, et la dégradation et la fragmentation des habitats sont sensiblement réduites. »

#### Objectif B.6
« D’ici à 2020, tous les stocks de poissons et d'invertébrés et plantes aquatiques sont gérés et récoltés d’une manière durable, légale et en appliquant des approches fondées sur les écosystèmes, de telle sorte que la surpêche soit évitée, que des plans et des mesures de récupération soient en place pour toutes les espèces épuisées, que les pêcheries n’aient pas d’impacts négatifs marqués sur les espèces menacées et les écosystèmes vulnérables, et que l’impact de la pêche sur les stocks, les espèces et les écosystèmes reste dans des limites écologiques sûres. »

#### Objectif B.7
« D’ici à 2020, les zones consacrées à l’agriculture, l’aquaculture et la sylviculture sont gérées d’une manière durable, afin d’assurer la conservation de la diversité biologique. »

#### Objectif B.8
« D’ici à 2020, la pollution, notamment celle causée par l’excès d'éléments nutritifs, est ramenée à un niveau qui n’a pas d’effet néfaste sur les fonctions des écosystèmes et la diversité biologique. »

#### Objectif B.9
« D’ici à 2020, les espèces exotiques envahissantes et les voies d’introduction sont identifiées et classées en ordre de priorité, les espèces prioritaires sont contrôlées ou éradiquées et des mesures sont en place pour gérer les voies de pénétration, afin d’empêcher l’introduction et l'établissement de ces espèces. »

#### Objectif B.10
« D’ici à 2015, les nombreuses pressions anthropiques exercées sur les récifs coralliens et les autres écosystèmes vulnérables marins et côtiers affectés par les changements climatiques ou l’acidification des océans sont réduites au minimum, afin de préserver leur intégrité et leur fonctionnement. »

### But stratégique C[3]
Améliorer l’état de la biodiversité en sauvegardant les écosystèmes, les espèces et la diversité génétique.

#### Objectif C.11
« D’ici à 2020, au moins 17 % des zones terrestres et d’eaux intérieures et 10 % des zones marines et côtières, y compris les zones qui sont particulièrement importantes pour la diversité biologique et les services fournis par les écosystèmes, sont conservées au moyen de réseaux écologiquement représentatifs et bien reliés d’aires protégées gérées efficacement et équitablement et d’autres mesures de conservation efficaces par zone, et intégrées dans l’ensemble du paysage terrestre et marin. »

#### Objectif C.12
« D’ici à 2020, l’extinction d'espèces menacées connues est évitée et leur état de conservation, en particulier de celles qui tombent le plus en déclin, est amélioré et maintenu. »

#### Objectif C.13
« D’ici à 2020, la diversité génétique des plantes cultivées, des animaux d’élevage et domestiques et des parents pauvres, y compris celle d’autres espèces qui ont une valeur socio-économique ou culturelle, est préservée, et des stratégies sont élaborées et mises en œuvre pour réduire au minimum l'érosion génétique et sauvegarder leur diversité génétique. »

### But stratégique D[3]
Accroître les avantages pour tous de la biodiversité et des écosystèmes.

#### Objectif D.14
« D'ici à 2020, les écosystèmes qui fournissent des services essentiels, en particulier l’eau et contribuent à la santé, aux moyens de subsistance et au bien-être, sont restaurés et sauvegardés, compte tenu des besoins des femmes, des communautés autochtones et locales, et des populations pauvres et vulnérables. »

#### Objectif D.15
« D'ici à 2020, la résilience des écosystèmes et la contribution de la diversité biologique aux stocks de carbone sont améliorées, grâce aux mesures de conservation et restauration, y compris la restauration d’au moins 15 % des écosystèmes dégradés, contribuant ainsi à l’atténuation des changements climatiques et l’adaptation à ceux-ci, ainsi qu’à la lutte contre la désertification. »

#### Objectif D.16
« D’ici à 2015, le Protocole de Nagoya sur l’accès aux ressources génétiques et le partage juste et équitable des avantages découlant de leur utilisation est en vigueur et opérationnel, conformément à la législation nationale. »

### But stratégique E[3]
Renforcer la mise en œuvre grâce à la planification participative, à la gestion des connaissances et au renforcement des capacités.

#### Objectif E.17
« D’ici à 2015, toutes les Parties ont élaboré et adopté en tant qu’instrument de politique générale, et commencé à mettre en œuvre une stratégie et un plan d’action nationaux efficaces, participatifs et actualisés pour la diversité biologique. »

#### Objectif E.18
« D’ici à 2020, les connaissances, innovations et pratiques traditionnelles des communautés autochtones et locales qui présentent un intérêt pour la conservation et l’utilisation durable de la diversité biologique, ainsi que leur utilisation coutumière durable, sont respectées, sous réserve des dispositions de la législation nationale et des obligations internationales en vigueur, et sont pleinement intégrées et prises en compte dans le cadre de l’application de la Convention, avec la participation entière et effective des communautés autochtones et locales, à tous les niveaux pertinents. »

#### Objectif E.19
« D’ici à 2020, les connaissances, la base scientifique et les technologies associées à la diversité biologique, ses valeurs, son fonctionnement, son état et ses tendances, et les conséquences de son appauvrissement, sont améliorées, largement partagées et transférées, et appliquées. »

#### Objectif E.20
« D’ici à 2020 au plus tard, la mobilisation des ressources financières nécessaires à la mise en œuvre effective du Plan stratégique 2011-2020 pour la diversité biologique de toutes les sources et conformément au mécanisme consolidé et convenu de la Stratégie de mobilisation des ressources, aura augmenté considérablement par rapport aux niveaux actuels. Cet objectif fera l’objet de modifications en fonction des évaluations des besoins de ressources que les Parties doivent effectuer et notifier. »

## Application
L'application de ces objectifs doit permettre de :
1. réduire les pressions sur la biodiversité ;
2. sauvegarder la biodiversité à tous les niveaux ;
3. améliorer les bienfaits fournis par la biodiversité ;
4. faciliter le renforcement des capacités « qui doit guider les efforts internationaux et nationaux pour sauver la biodiversité par l’action accrue afin de rencontrer les objectifs de la Convention sur la diversité biologique ».

Parmi les objectifs du nouveau plan, les Parties s'engagent à :
- « réduire au moins de moitié ou, lorsque possible, à près de zéro le taux de perte d’habitats naturels, y compris les forêts » ;
- protéger « 17 % des zones terrestres et d’eaux continentales et 10 % des zones marines et côtières » ;
- conserver et restaurer « au moins 15 pour cent des zones dégradées » ;
- « faire un effort spécial pour réduire les pressions affligeant les récifs coralliens » ;
- mettre en œuvre « un plan d’action sur les villes et la biodiversité, adopté par le Sommet de Nagoya sur les villes et la biodiversité auquel plus de 200 maires ont assisté. »

Lors de la Conférence mondiale sur la biodiversité de Nagoya en 2010, à la suite de l'évaluation du projet URBIO, l'ONU a aussi admis qu'il fallait mieux prendre en compte la biodiversité banale et la biodiversité urbaine dans les stratégies de déclinaison de la convention mondiale.

## Moyens
Une nouvelle stratégie de mobilisation de ressources pour substantiellement augmenter les niveaux d'aide publique au développement en soutien à la biodiversité ;
- un nouveau Protocole international sur l'accès et le partage des avantages issus de l’utilisation des ressources génétiques de la planète, dit « Protocole de Nagoya » [1], devant entrer en vigueur avant 2012, et présenté comme historique par l'ONU, avec en outre « la création d’un mécanisme multilatéral mondial qui opérera dans les zones transfrontières ou les situations où un consentement préétabli et informé n'a pu être obtenu ». Un million d'US dollars sont promis par le Fonds pour l'environnement mondial pour faciliter et accélérer sa mise en place.

Il s'agit aussi de :
- changer les législations nationales ou pan-nationales (collectées par le portail international du droit de l'environnement ECOLEX mis en place par l'ONU, la FAO et l'UICN) pour mieux leur faire prendre en compte la biodiversité ; « 122 législateurs de partout dans le monde ayant participé à la réunion de GLOBE sur les parlementaires et la biodiversité se sont accordés à soutenir la mise en œuvre du nouveau Plan stratégique »[1]
- 34 agences donatrices bilatérales et multilatérales ont décidé de prendre en compte le plan dans leurs priorités respectives de coopération au développement[1]
- mettre en œuvre le Plan d’action pluriannuel pour la Coopération Sud-Sud sur la biodiversité au service du développement, adopté par les 131 membres du Groupe des 77 et la Chine, et accueilli par la convention comme « outil important au service de la nouvelle vision »[1].
- Financer la mise en œuvre du plan (la somme de 2 milliards d'US dollars a été annoncé par le 1er ministre japonais, et 110 millions de dollars américains ont été présentés comme "mobilisés" pour l'initiative LifeWeb de la CDB (Améliorer de l'agenda des aires protégées)[1]